# Blutacker
Der Blutacker (Hebräisch bzw. Aramäisch: Hakeldama; auch Töpfersacker) ist ein antiker Friedhof bei Jerusalem, auf dem Judas Ischariot beerdigt sein soll.

## Erwähnung im Neuen Testament
Der Gottesacker wurde von den 30 Silberstücken (Judas-Silberlinge) des Judas Ischariot gekauft. Judas hatte das Geld von den ortsansässigen Hohepriestern für seinen Verrat an Jesus erhalten. Judas warf sie jedoch später in den Tempel hinein.
Der Blutacker beinhaltet verschiedene Attribute; so ist der Acker vom Blut eines Verräters durchtränkt.
Die Silberstücke nahmen die Hohenpriestern und Ältesten an sich, um ein Grundstück davon zu kaufen, weil sie das blutgetränkte Geld nicht in ihrem Vermögen haben wollten („Als Judas, der ihn verraten hatte, sah, dass er zum Tode verurteilt war, reute es ihn, und er brachte die dreißig Silberstücke den Hohenpriestern und Ältesten zurück und sprach: Ich habe Unrecht getan, dass ich unschuldiges Blut verraten habe. Sie aber sprachen: Was geht uns das an? Da sieh du zu! Und er warf die Silberstücke in den Tempel, ging fort und erhängte sich. Aber die Hohenpriester nahmen die Silberstücke und sprachen: Es ist nicht recht, dass wir sie in den Gotteskasten legen; denn es ist Blutgeld. Sie beschlossen aber, den Töpferacker davon zu kaufen zum Begräbnis für Fremde. Daher heißt dieser Acker Blutacker bis auf den heutigen Tag“ – Mt 27,3–8 ).
Nach Apg 1,18–19  war es Judas selbst, der das Grundstück erworben hatte („Der hat einen Acker erworben mit dem Lohn für seine Ungerechtigkeit. Aber er ist vornüber gestürzt und mitten entzweigeborsten, sodass alle seine Eingeweide hervorquollen. Und es ist allen bekannt geworden, die in Jerusalem wohnen, sodass dieser Acker in ihrer Sprache genannt wird: Hakeldamach, das heißt Blutacker“).
Dies gilt als Erfüllung der Prophezeiung des Jeremia (32,9 ) und des Sacharja, wonach das Geld dem Töpfer gegeben wurde:
„Und der Herr sprach zu mir: Wirf’s hin, daß es dem Töpfer gegeben werde! Ei, eine treffliche Summe, der ich wert geachtet bin von ihnen! Und ich nahm die dreißig Silberstücke und warf sie ins Haus des Herrn, daß es dem Töpfer gegeben würde.“ (Sach 11,13 )
Der Überlieferung nach befindet er sich am Nordabhang des heutigen Dschebel Dêr Abu Tôr bei Gehinnom (südlich von Jerusalem), etwa 100 Meter südlich der sogenannten ersten Mauer. Gemeint ist damit die erste der drei antiken Jerusalemer Stadtmauern.
Der Blutacker gehört seit dem 16. Jahrhundert der nichtunierten armenischen Kirche und wurde bis ins 19. Jahrhundert zum Begräbnis für Fremde genutzt.

## Töpfersacker
Der Begriff „Blutacker“ wird in Mt 27,7–8  im gleichen Zusammenhang genannt: 7 Und sie beschlossen, von dem Geld den Töpferacker zu kaufen als Begräbnisplatz für die Fremden. 8 Deshalb heißt dieser Acker bis heute Blutacker. Der „Töpfersacker“ beziehungsweise „Töpferacker“ hat seinen Namen daher, dass das Feld vor dem Kauf von Judas einem Töpfer gehört hat. Eine andere Deutung besagt, dass der Name „Töpfersacker“ daher rührt, dass dieses Feld nicht zum Anbau von Feldfrüchten geeignet war, sondern von Töpfern aufgesucht wurde, um den dort vorhandenen Ton abzubauen.
Im englischen Sprachraum bezeichnet der Begriff potter’s field (Töpfersacker) allgemein Armenfriedhöfe und Grabstätten, auf denen Unbekannte, Selbstmörder und ungetauft verstorbene Kinder beigesetzt wurden. Ein bekannter Friedhof dieser Art befindet sich auf Hart Island, einer zum New Yorker Stadtbezirk Bronx gehörigen Insel im Long-Island-Sound.